# Cyphotilapia
Cyphotilapia is een geslacht van straalvinnige vissen uit de familie van de cichliden (Cichlidae).

## Soorten
- Cyphotilapia frontosa (Boulenger, 1906)
- Cyphotilapia gibberosa Takahashi & Nakaya, 2003